# Fàbrica al carrer de Sant Sebastià, 9 (Palafrugell)
La Fàbrica al carrer Sant Sebastià, 9 és una obra de Palafrugell (Baix Empordà) protegida com a Bé Cultural d'Interès Local.

## Descripció
Edifici industrial de planta baixa i un pis, amb un pati. Per la seva mida no gaire gran i la seva situació urbana, així com per la tipologia d'obertures, remet a un dels edificis fabrils conservats més antics de la vila, del segle xix, situat encara en una parcel·la no gaire gran, amb una posició i tipologia urbana que encara no s'ha convertit en el gran conjunt fabril de finals de segle xix.
Actualment hi ha un establiment comercial.